# Крижары
Крижары (хорв. Križari — Крестоносцы) — хорватская усташская военная организация, которая в первые годы после окончания Второй мировой войны, не признав капитуляцию Третьего рейха и уничтожение Независимого государства Хорватии, вела вооружённую борьбу против сил НОАЮ. Была разгромлена окончательно в 1950 году.
Большая часть военнослужащих-«крижаров» исповедовала католическую веру, и эти солдаты были ревностными католиками: несмотря на то, что организация сама не была религиозной, командование и большинство солдат расценивали свою борьбу как крестовый поход против «безбожных коммунистов» и «православных отступников».

## Основание
В самом конце Второй мировой войны, когда югославские партизаны вышли на линию фронта Вараждин-Копривница-Сисак-Петриня-Карловац, хорватское правительство отдало приказ о сборе ополчения для борьбы против сил антигитлеровской коалиции: с востока неумолимо подступала Красная Армия, а с запада двигались англо-американские союзные силы. План о создании партизанской армии был одобрен лично Анте Павеличем, который для спасения от расправы со стороны НОАЮ и Красной Армии вывел свои войска в Словению (в британскую оккупационную зону).
Попытки создания партизанских усташских сил начались в 1943 году, когда немцами было создано подразделение «Ягдфербанд» (нем. Jagdverband). Усташи, проходившие там подготовку, уже были готовы к сопротивлению в условиях городской войны и в труднодоступной местности. В ходе войны первые усташские отряды получили название «S-группы» (хорв. S-skupine). Несмотря на то, что ни на одном этапе войны эти группы не справились со своими задачами, их бойцы получили опыт, который понадобился им в послевоенные годы. В числе этих опытных бойцов были Векослав Лубурич, Любо Милош и Динко Шакич.
В конце войны командование ВС НГХ дало разрешение оставшимся вне британской зоны оккупации солдатам продолжить сопротивление: их в этом деле поддержали отступившие в Австрию другие хорватские части, которые верили в свержение коммунистической власти и рассчитывали на поддержку демократических государств. На помощь усташским «крижарам» прибыли хорватские мигранты, которые с середины 1945 года объединялись в маленькие независимые друг от друга группы.

## Личный состав

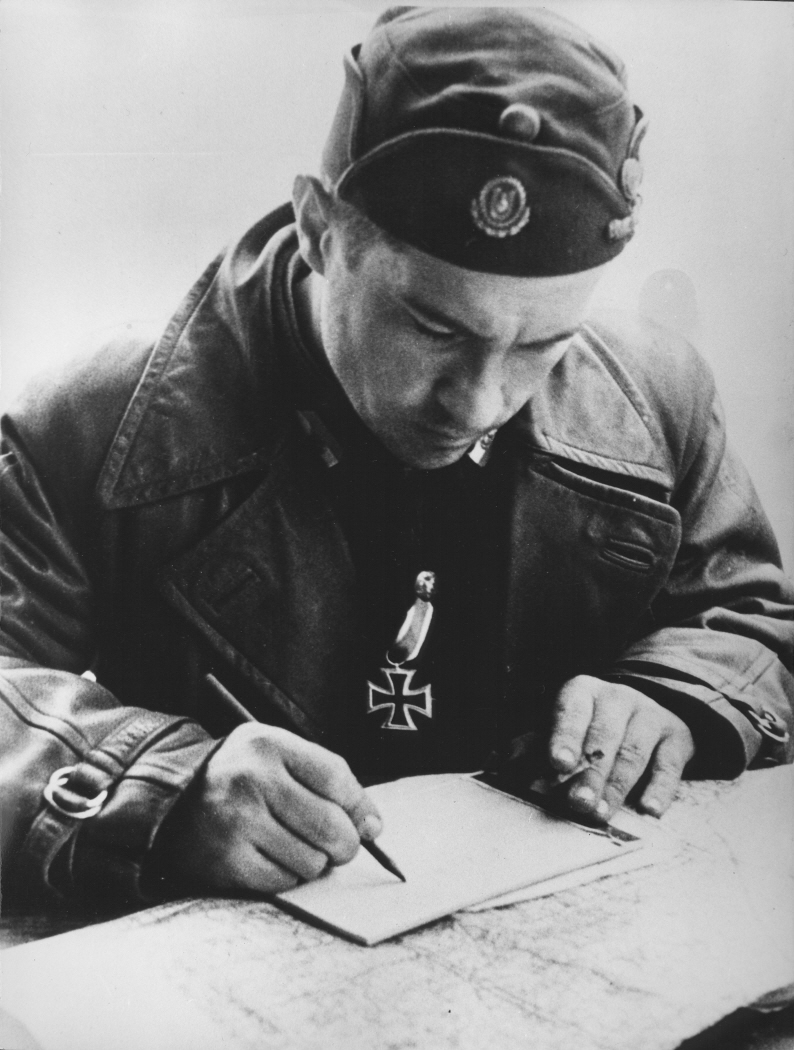
Векослав «Макс» Лубурич, командир «крижаров»

В составе «крижаров» несли службу солдаты и офицеры армии Независимого государства Хорватия, военные Хорватского домобранства, военнослужащие хорватских пехотных легионерских дивизий вермахта и рядовые усташи, не числившиеся в военных организациях. Основной целью «крижаров» являлось свержение коммунистического режима, разрушение Югославии и восстановление независимости Хорватии. Название организации они взяли не столько по религиозным мотивам, сколько для создания противовеса коммунистической армии. Большую часть армии хорватских крестоносцев составляли католики, однако была и мусульманская часть солдат во главе с Хасаном Бибером, который дислоцировался со своими войсками в Сараево. Для пропаганды «крижаров» заявляли, что югославские партизаны в большинстве своём являются сербскими националистами и хорватофобами. Поддержку усташским партизанам выразили хорватские общины Испании, Аргентины, Канады, США и Западной Германии.

## Символика
В качестве символики «крижары» использовали красно-бело-синий хорватский флаг с шаховницей: на основной стороне флага был написан девиз движения «За Хорватию и Христа против коммунистов» (хорв. Za Hrvatsku i Krista protiv komunista), на оборотной стороне был изображён христианский девиз «Сим победиши» (хорв. U ovom ćeš znaku pobijediti). Эмблемой движения был герб Хорватии с белым крестом или усташским символом в виде буквы U.

## Борьба крестоносцев и югославской контрразведки
Югославский Департамент государственной безопасности обвинил католическую церковь и Хорватскую крестьянскую партию в создании военизированной организации «крижаров» с целью разрушения Югославии изнутри. Согласно архивам Департамента, остатки усташских бандитских формирований под покровительством католических миссионеров объединились в военизированную организацию под названием «Križari», и теперь целью разведки и контрразведки новообразованной Югославии стала борьба с этим военным формированием.
Летом 1945 года были зафиксированы первые стычки «крижаров» с постоянными отрядами НОАЮ: параллельно они начали строить импровизированные крепости. Особенно высокую активность они проявляли в Южной Далмации, чуть слабее (но всё же довольно сильными) их позиции были в Карловаце, Лике и Северной Далмации. Однако основным оплотом их деятельности являлась Истрия, где почти в каждом городе находилась хотя бы одна боевая группа крестоносцев.
«Крижары» для достижения своих целей уничтожали политических деятелей: различных чиновников и глав городов, членов компартии, убивали солдат и офицеров НОАЮ, а также разоружали полицейских. Зачастую они устраивали взрывы в городах, разрушая важные административные здания и подрывая дороги. Террор против гражданского населения был также обычным явлением для хорватских террористов.
В июле 1945 года правительство Югославии заявило, что около 60 тысяч усташей скрываются в Италии на границе от Венеции до Триеста и ждут своего сигнала, чтобы начать новую войну. В августе-сентябре югославское правительство объявило амнистию тем несдавшимся солдатам стран Оси, которые добровольно сложат оружие и сдадутся властям. Однако, вместе с тем, амнистия не распространялась на усташей, солдат Русского корпуса, Сербского добровольческого корпуса войск СС, командиров батальонов и более крупных формирований и сбежавших в эмиграцию.
Для борьбы с «крижарами» югославская разведка решила действовать решительно в ответ на их террор. Югославский департамент по национальной безопасности создал несколько групп разведчиков, которые под видом новых добровольцев внедрялись в отряды «крестоносцев» и могли свободно переходить из одной группы в другую, собирая информацию и передавая её в центр."Крижарам" обещали сохранить жизнь, если те соглашались сдаться властям и начать сотрудничество с югославской разведкой. Однако в большинстве случаев это обещание не сдерживалось: разведка расправлялась с крупнейшими главарями «крижаров», сдавшимися в плен.
Так с 1946 по 1947 годы Департамент по национальной безопасности начал вести успешную борьбу, блокируя группы крестоносцев и уничтожая их. Большая часть крижаров была казнена без суда и следствия как пример: казни преимущественно подвергались командиры групп, в то время как рядовых солдат отправляли в тюрьмы на долгие сроки. Зачастую целые семьи «крижаров» подвергались репрессиям за симпатии к деятельности этих партизанских формировний: одни попадали в тюрьмы, других ссылали на острова на Адриатике.
При поддержке Югославской народной армии и Корпуса народной обороны Югославии зимой 1945/1946 годов была уничтожена значительная часть боевиков организации «Крижаров», которые пытались сбежать из тюрем и исправительных лагерей. В 1946 году большая часть выживших скрылась в Северной Хорватии, где продолжила укреплять свои позиции (на юге они ослабли). Югославское правительство, однако, ослабило нажим на «крижаров», дабы не показывать внутренние слабости страны. В прессе о хорватских крестоносцах никогда не сообщалось. В июле 1946 года председатель правительства Народной Республики Хорватии Владимир Бакарич заявил, что боевикам оказывают помощь Австрия и Италия. В 1946 году началась новая волна нападений «крижаров»: так, близ горы Велебит было убито сразу 10 солдат Югославской народной армии. Крестоносцы расценили это как самый большой свой успех. В том же году в ответ на все теракты силами армии и разведки было уничтожено 840 «крижаров». В Хорватии осталось только 540 активных членов организации.

## Разгром движения
В 1947 году пошли слухи о готовящемся вторжении англо-американских войск в Югославию, что угрожало новой оккупацией и распадом страны при слабой инфраструктуре. Однако югославское правительство срочно выделило средства на обновление инфраструктуры в стране и восстановление разрушенных городов. Для предотвращения пораженческих настроений из Компартии была выдворена вся оппозиция. В 1947 году были уничтожены почти все боевые группы «крижаров»: убитыми и пленными 836 солдат. Жертвами хорватских бандитов стали 38 человек (из них 5 солдат), было ранено 14 человек (из них два солдата). Около 2 тысяч коллаборационистов было захвачено в плен. Согласно запискам усташских офицеров Любо Милоша и Анте Врбана, которые проникли в Югославию нелегально через Австрию, популярность «крижаров» в стране стремительно падала, и от их поддержки готовы были отказаться и эмигрантские организации хорватов.
В начале июля 1948 года, согласно югославским данным, в Хорватии больше не насчитывалось боевых групп «крижаров». Тем не менее, игнорировалась ещё и информация о наличии как минимум 67 солдат. Согласно одному из документов, потери бандитов в этом году составили 243 человека убитыми и пленными. Движение было полностью деморализовано и фактически развалилось, а его солдаты превратились в обычных разбойников и мародёров, которые присоединились к уже действующим преступным шайкам в Хорватии. По данным МВД НР Хорватии, было зафиксировано 132 террористических акта, 865 фактов сокрытия боевиков от суда, 16 диверсий, 57 актов шпионажа, 336 пропагандистских акций и 122 преступления на почве национальной или религиозной розни.
В 1949 году подобные проблемы были почти полностью разрешены в Славонии: за первые полгода было арестовано и приговорено к различным наказаниям 19004 человека (почти каждый шестой гражданин). В 1949 году за преступления на политической почве были арестованы и приговорены к тюремным срокам 1882 человека, в 1950 году 1286 человек: в том году было зафиксировано 238 актов рэкета, терроризма, шпионажа, диверсии и саботажа. Действия полиции снизили уровень преступности на 25 %, а по данным британской дипломатической миссии, численность крижаров уменьшилась на несколько сотен в феврале 1950 года.
Движение прекратило своё существование фактически в 1950 году, хотя ещё в 1952 году были разгромлены несколько группировок близ Нашивце. В некоторых районах Хорватии бандиты скрывались до середины 1960-х годов. Лидер движения, генерал Векослав Лубурич, сбежал в Испанию. Предполагается, что к созданию движения был причастен и Рафаэль Бобан. Всего жертвами террора со стороны «крижаров» стали более 2 тысяч контрразведчиков и солдат Югославии, численность жертв среди мирного населения не установлена до сих пор.